# James Cunningham (Bischof)
James Cunningham (* 15. August 1910 in Manchester; † 10. Juli 1974) war ein britischer römisch-katholischer Bischof.

## Leben
Cunningham wurde am 22. Mai 1937 zum Priester geweiht. Am 19. August 1957 erfolgte seine Ernennung zum Weihbischof in Hexham und Newcastle sowie zum Titularbischof von Ios. Der Erzbischof von Liverpool, John Carmel Heenan, spendete ihm im November desselben Jahres die Bischofsweihe; Mitkonsekratoren waren der Bischof von Salford, George Andrew Beck, und der Bischof von Middlesbrough, George Brunner. Am 1. Juli 1958 wurde Cunningham Bischof von Hexham und Newcastle. Dieses Amt bekleidete er bis zu seinem Tod. Er wurde auf dem Friedhof des Ushaw College beigesetzt.